# 呸
《呸》是臺灣歌手蔡依林的第13張原創錄音室專輯，由華納音樂和凌時差音樂於2014年11月15日發行。專輯曲風豐富且涵蓋多元主題，由陳星翰、小安、鍾成虎、林俊傑、林邁可共同製作。
專輯在臺灣銷量超過8.5萬張，獲得2014年臺灣年度唱片銷量第四名及年度女歌手唱片銷量第一名。專輯入圍金曲獎十項，成為金曲獎史上入圍獎項最多的專輯之一，最終獲得最佳國語專輯獎和最佳演唱錄音專輯獎，小安憑藉〈唇語〉獲得最佳單曲製作人獎。
專輯發行後，蔡依林展開第五輪巡演「Play世界巡迴演唱會」，該巡演於2015年5月22日在臺灣臺北市開始，並於2016年7月16日在馬來西亞吉隆坡結束。

## 背景和發展
2013年4月13日，蔡依林透露將開始籌備新專輯。同年7月25日，蔡依林前往倫敦開始為期一個月的音樂、舞蹈和表演課程。同年11月22日，蔡依林透露新專輯仍在收歌階段。2014年1月29日，媒體報導蔡依林將全權主導新專輯的籌備，並透露可能會有跨國合作機會，製作成本超過新臺幣五千萬元。
同年4月4日，媒體透露新專輯預計將於暑期發行，並有可能收錄她參與創作的作品。同年6月10日，媒體透露蔡依林已完成三首新專輯歌曲的錄製，但選擇重新錄製以尋找更好的詮釋方式。同年9月5日，蔡依林透露新專輯已接近完成，並計劃於年底發行。

## 創作和錄製
首波主打〈Play我呸〉的歌詞描寫現代人在荒謬卻現實的人生百態中找到樂趣，帶有詼諧的意境。第二主打〈第三人稱〉則描寫了現代人面對困境時，常以假裝事不關己的態度來逃避。第三主打〈美杜莎〉是專輯中製作時間最長的歌曲，經過兩年的版權談判和重新編曲，融合了流行舞曲和陷阱音樂。第四主打〈不一樣又怎樣〉以節奏藍調為基調，歌詞探討多元成家和婚姻平權議題，並以真人真事為創作靈感，林夕指出愛應該是權利而非抽象信仰。第五主打〈第二性〉融合了噪音搖滾和另類舞曲，歌詞靈感來自西蒙·德·波娃的同名散文，並以「1」和「0」象徵女性的力量。
第六主打〈唇語〉受瑪麗蓮·夢露啟發，融合神遊舞曲和戲劇色彩，歌詞表現女性內心的細膩情感。第七主打〈I'm Not Yours〉由蔡依林和安室奈美惠共同演唱，融合電子舞曲和迴響貝斯。第八主打〈自愛自受〉以抒情搖滾為主軸，歌詞描繪勇敢接受自我、無懼旁人看法的態度。歌曲〈電話皇后〉是網路遊戲《唯舞獨尊DX》的主題曲，融合浩室舞曲，並以反諷手法描寫現代人對手機的過度依賴。〈Miss Trouble〉融合歌劇和陷阱音樂，蔡依林在其中演繹花腔女高音，歌詞幽默地表現現代的網路現象。

## 主題和造型

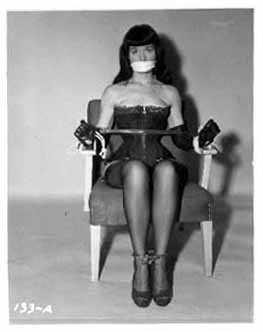
專輯正式版封面的造型靈感來自貝蒂·佩吉。

專輯名稱「呸」取自英文「Play」的諧音，且「Play」具有劇本、扮演、表演等多重涵義。蔡依林表示，專輯名稱反映她近年來對人生的體悟，並認為人生如同舞台，無法選擇天生角色，但可以後天努力改寫自己的故事。
該專輯預購版本「玩劇女伶版」封面中，蔡依林身穿The Blonds的紅色透明漸層風衣，搭配金色蓬鬆捲髮，內頁服裝亦為該品牌設計，並由Marko Krunic拍攝，強調戲劇感。預購版本「絕呸美杜莎版」封面中，蔡依林身穿Versace量身設計的美杜莎靈感服裝，這是Versace首次為亞洲藝人量身設計，封面和內頁寫真分別由夏永康和陳錦強拍攝。
專輯正式版封面和內頁寫真由陳漫拍攝，黃偉文擔任造型顧問，主題包括「性感玩童」、「怒火乖乖女」、「復古女間諜」，服裝包括Comme des Garçons的超大西裝、Valentino的深綠刺繡薄紗禮服及Lanvin的黑色皮質長裙。包裝設計由聶永真負責，簡潔風格搭配大面積純黑色背景和造型字體，內頁由6張雙面彩印大海報製成。此外，改版「國際豪華版」的封面和內頁寫真同樣由陳漫拍攝，黃偉文擔任造型顧問。

## 發行和宣傳
2014年10月17日，華納音樂宣布該專輯將於10月29日開放預購，並定於11月15日發行。同年10月28日，蔡依林在臺北市舉辦專輯預購記者會，並透露專輯將推出「玩劇女伶版」和「絕呸美杜莎版」兩個版本，同時推出網路實境節目《呸計劃》。11月10日，蔡依林在臺北市舉辦「有意見嗎？呸！」專輯新歌搶聽會。11月20日，蔡依林在北京市舉行專輯發布會。12月7日，蔡依林在臺北市舉辦「呸新歌演唱會」。同月27日，蔡依林在YouTube上推出網路實境節目《呸計劃》，該節目共五集。2015年2月6日，蔡依林發行專輯的改版「國際豪華版」，該版本額外收錄九支MV。

### 單曲

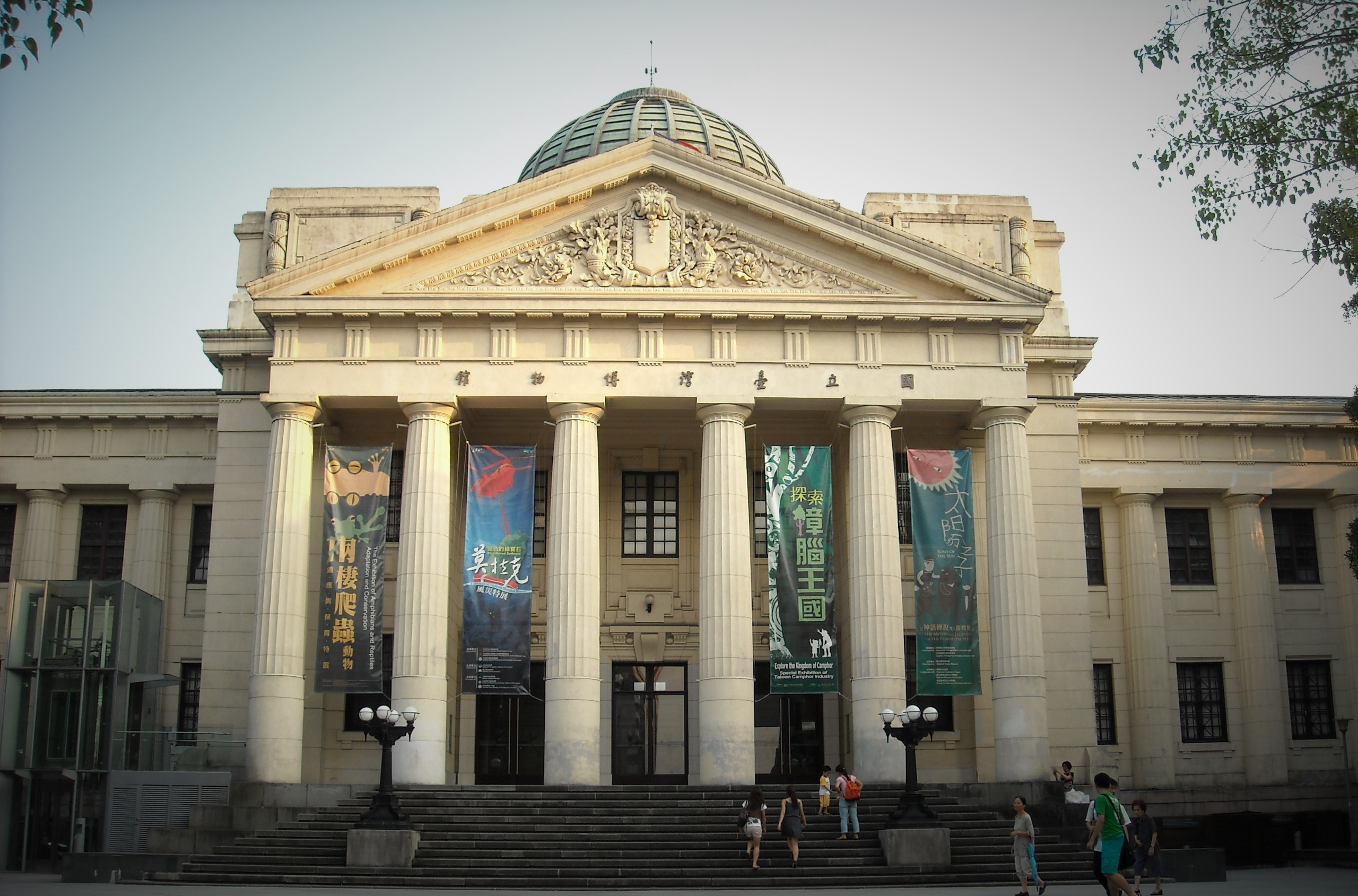
國立臺灣博物館是歌曲〈Play我呸〉MV的拍攝取景地之一。

2014年10月27日，蔡依林發行單曲〈Play我呸〉。同月28日，蔡依林發布該歌曲的歌詞版MV。同年11月2日，蔡依林發布該歌曲的正式版MV，並在臺北市國立臺灣博物館舉辦MV的造勢活動。MV由陳奕仁執導，拍攝成本超過新臺幣八百萬元，並獲得音悅Tai音悅V榜週榜第一名及QQ音樂華語MV榜週榜第一名，並獲得2014年度臺灣YouTube熱門音樂影片點閱排行榜第一名。MV也獲得美國《時代雜誌》和西班牙《GQ》雜誌的高度評價。同月8日，蔡依林發布該歌曲的舞蹈版MV。
同月10日，蔡依林發行單曲〈第三人稱〉。同月13日，蔡依林發布該歌曲的MV，MV由傅天余執導，並邀請劉嘉玲出演。MV獲得音悅Tai音悅V榜週榜第一名。此外，〈Play我呸〉和〈第三人稱〉分別獲得2014年臺灣Hit FM年度百首單曲第一名和第八名，蔡依林因此成為該榜單獲得第一名次數最多的歌手之一。

### 音樂影片

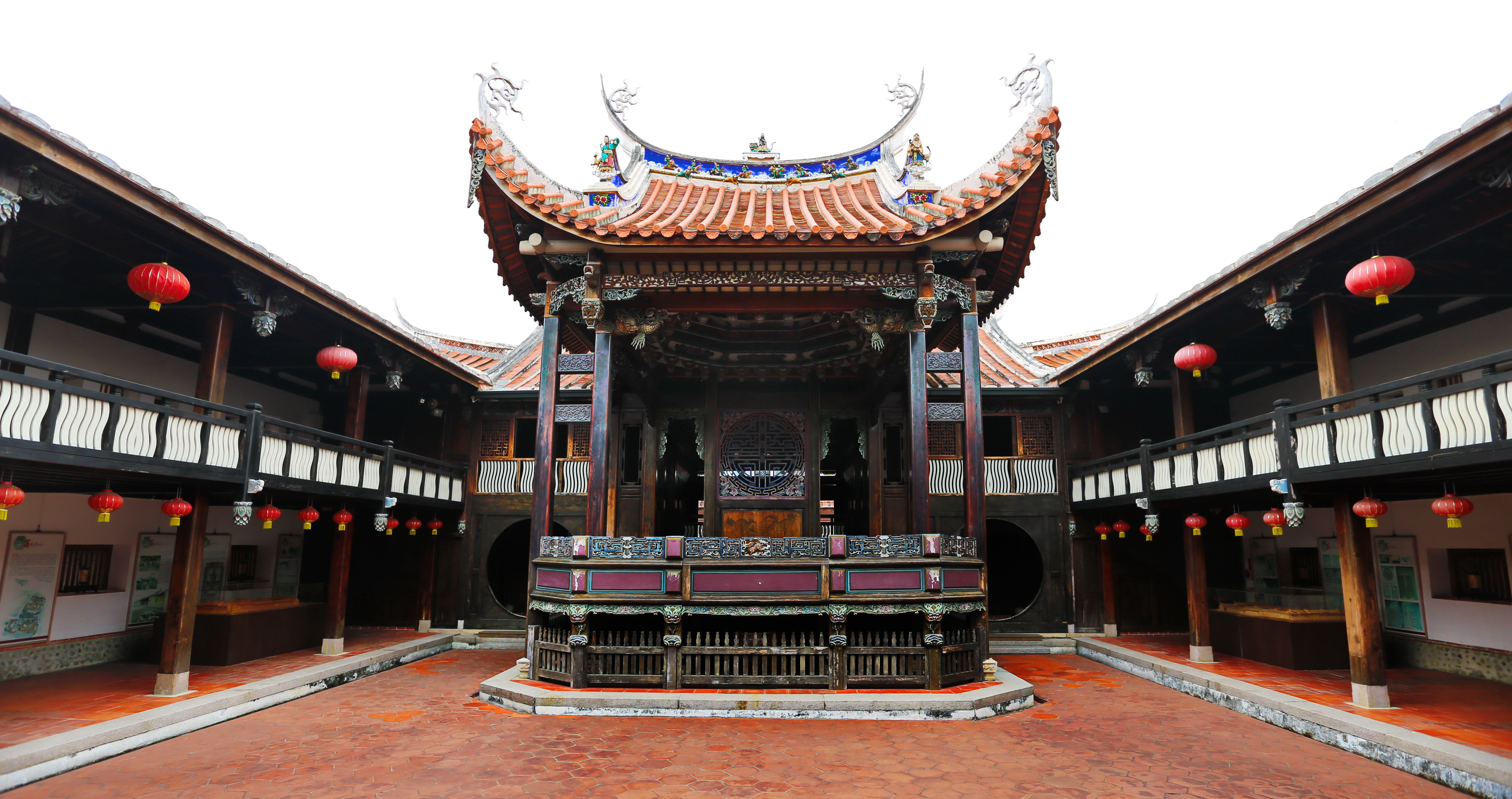
霧峰林家宅園是歌曲〈I'm Not Yours〉MV的拍攝取景地之一。

2014年9月29日，蔡依林發布歌曲〈電話皇后〉的MV，MV由張時霖執導，拍攝成本超過新臺幣六百萬元。同年10月30日，蔡依林發布歌曲〈美杜莎〉的MV，由珍妮花執導。同年12月16日，蔡依林發布歌曲〈不一樣又怎樣〉的MV，MV由陳正道監製、侯季然執導，並邀請歸亞蕾、林心如及張書豪出演。MV改編自真人真事，並探討多元成家及婚姻平權議題，獲得西班牙《國家報》、英國Gay Star News、美國AfterAllen等國際媒體報導。同月30日，蔡依林發布歌曲〈第二性〉的MV，由Scott Beardslee和林慧如共同執導。
2015年1月20日，蔡依林發布歌曲〈唇語〉的MV，由Thomas Wyatt和Edwin Eversole共同執導。同年2月3日，蔡依林發布歌曲〈I'm Not Yours〉的MV，該MV由陳奕仁執導，並邀請安室奈美惠出演，故事改編自唐朝文人薛漁思的《板橋三娘子》，並在臺中市霧峰林家宅園取景拍攝。MV獲得2015年度臺灣YouTube熱門音樂影片點閱排行榜第六名。同月6日，蔡依林發布歌曲〈自愛自受〉的MV，由Thomas Wyatt和Edwin Eversole共同執導。歌曲〈Miss Trouble〉的MV由Michael Sun執導，據傳由於歌手不滿拍攝成果，最終未發行該MV。

### 現場表演

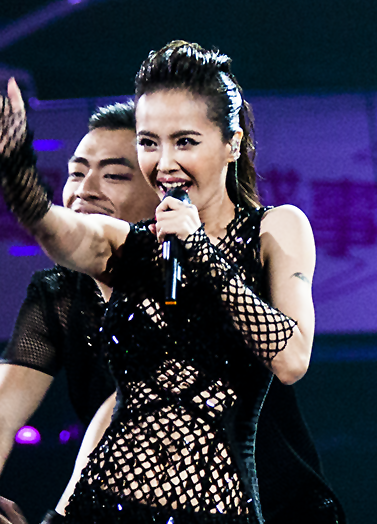
2015年5月31日，蔡依林在「2015年Hito流行音樂獎頒獎典禮」演唱歌曲〈電話皇后〉。

2014年11月22日，蔡依林參加中國中央電視台綜藝節目《全球中文音樂榜上榜》，並演唱歌曲〈美杜莎〉和〈第三人稱〉。同年12月20日，蔡依林參加無線電視綜藝節目《超級巨聲4》，演唱歌曲〈Play我呸〉。同月31日，蔡依林參加中視舉辦的「2015紫耀義大跨年晚會」，演唱歌曲〈美杜莎〉、〈第三人稱〉、〈不一樣又怎樣〉和〈Play我呸〉。2015年2月8日，蔡依林參加「第十屆KKBox風雲榜頒獎典禮」，演唱歌曲〈I'm Not Yours〉、〈美杜莎〉和〈Play我呸〉。同月12日，蔡依林參加中國中央電視台綜藝節目《網絡春晚》，演唱歌曲〈電話皇后〉和〈I'm Not Yours〉。
同年3月25日，蔡依林參加「2015年QQ音樂年度盛典」，演唱歌曲〈第三人稱〉、〈不一樣又怎樣〉、〈I'm Not Yours〉和〈Play我呸〉。同年5月31日，蔡依林參加「2015年Hito流行音樂獎頒獎典禮」，演唱歌曲〈I'm Not Yours〉、〈電話皇后〉和〈Play我呸〉。同年11月10日，蔡依林參加「天貓雙11狂歡夜」，演唱歌曲〈美杜莎〉和〈I'm Not Yours〉。同年12月2日，蔡依林參加「2015年Mnet亞洲音樂大獎」，演唱歌曲〈Play我呸〉。12月31日，蔡依林參加江蘇衛視舉辦的「幸福聚荔2015—2016跨年演唱會」，演唱歌曲〈I'm Not Yours〉和〈Play我呸〉。

### 巡演
2014年10月29日，蔡依林透露將在發行該專輯後開始籌備新巡演，並表示新巡演將更加注重音樂方面。2015年2月15日，蔡依林宣布將於同年5月22日在臺灣臺北市臺北小巨蛋展開「Play世界巡迴演唱會」。該巡演和演唱會製作公司Live Nation合作，由Travis Payne和Stacy Walker共同執導。2016年7月16日，該巡演於馬來西亞吉隆坡默迪卡體育場結束。該巡演歷時一年零兩個月，遍及全球23個城市，共舉辦34場次，吸引觀眾超過60萬人，票房突破新臺幣15億元。

## 商業表現
專輯在臺灣的博客來、誠品書店、光南大批發、佳佳唱片、玫瑰大眾、五大唱片等唱片銷量排行榜週榜中最高達到第一名的成績，同時也在YesAsia及新加坡HMV的排行榜中最高獲得第一名的成績。至2014年12月31日，專輯在臺灣的銷量超過63837張，並排名2014年臺灣年度唱片銷量第四名及年度女歌手唱片銷量第一名。同年，專輯分別在博客來、光南大批發、玫瑰大眾、五大唱片的年度唱片銷量排行榜中獲得第三名、第五名、第三名、及第三名。2015年，專輯在光南大批發和五大唱片的年度銷量排行榜中分別位列第十名和第15名。

## 評價
| 評論得分        | 評論得分 |
| 來源            | 評分     |
| --------------- | -------- |
| Freshmusic      | [ 72 ]   |
| PlayMusic音樂網 | [ 73 ]   |
| 《Today》       | [ 74 ]   |

金曲獎評審表示，專輯完整呈現超高水準的錄音技巧，並提供豐富的聽覺體驗，稱其為蔡依林歌唱生涯的新里程，音樂演繹探索新方向，視覺和聽覺皆成功。《彭博商業週刊》稱蔡依林為「華人大舞曲家」，並評價她讓國際認識華人舞曲的世界水準。義守大學大眾傳播系副教授侯政男指出，蔡依林提升了華人舞曲格局，樹立了難以超越的高標準。DJ林哲儀認為，蔡依林的嘗試將對普羅聽眾產生影響。音樂人黃榮毅則稱，專輯的編曲層次和錄混音巧思達到新境界。音樂人許常德指出，蔡依林開始以音樂開拓新世界。
Freshmusic音樂雜誌認為，它是2014年中文樂壇的標杆之作，也是蔡依林再次登峰造極的代表作。PlayMusic音樂網表示，專輯突破流行框架，賦予華語音樂新深度與廣度，亦稱專輯成功樹立了新的高標準。新加坡《Today》報紙稱專輯為精雕細琢的電子流行音樂唱片。《聯合報》表示，專輯樹立了臺灣唱跳歌手音樂的高障礙，顯示出蔡依林的用心和整體性。騰訊娛樂評論表示，專輯的編曲獨具匠心，製作精良，堪比國際市場上的同類專輯。騰訊音樂浪潮評委會將專輯評為2010—2020年最佳華語專輯第九名，並表示專輯是蔡依林音樂生涯中的重大轉型，突破了主流和非主流的藩籬，拓寬了華人舞曲的邊界。

## 獎項
2015年2月8日，蔡依林憑藉該專輯獲得第十屆KKBox風雲榜十大風雲歌手。同年3月25日，專輯獲得QQ音樂年度盛典港台最佳國語專輯，蔡依林獲得年度最佳台灣女歌手及最受歡迎港台女歌手。同年4月11日，專輯獲得音悅V榜年度盛典港台年度專輯，蔡依林獲得港台最佳女歌手。同年5月15日，專輯獲得全球流行音樂金榜年度最佳專輯，歌曲〈第三人稱〉獲得年度20大金曲，歌曲〈Play我呸〉獲得Hit FM聯播網點播冠軍。
同月18日，專輯入圍第26屆金曲獎九項，為該屆入圍獎項最多的專輯，包括最佳國語專輯獎、最佳演唱錄音專輯獎，歌曲〈Play我呸〉入圍最佳年度歌曲獎，〈Play我呸〉和〈不一樣又怎樣〉的MV入圍最佳音樂錄影帶獎，倪子岡和陳星翰憑藉〈Play我呸〉入圍最佳編曲人獎，陳星翰和小安分別憑藉〈Play我呸〉和〈唇語〉入圍最佳單曲製作人獎，聶永真憑藉該專輯入圍最佳專輯包裝獎。
同月31日，專輯獲得Hito流行音樂獎Hito冠軍王，歌曲〈Play我呸〉獲得年度十大華語歌曲及2014年度百首單曲冠軍，蔡依林憑該專輯獲得Hito女歌手。同年6月10日，歌曲〈Play我呸〉獲得中華音樂人交流協會2014年度十大單曲。同月20日，專輯獲得第八屆Freshmusic Awards年度10大專輯，歌曲〈Play我呸〉獲得年度10大單曲。
同月27日，專輯獲得三座金曲獎，是第26屆金曲獎獲獎最多的專輯，包括最佳國語專輯獎、最佳演唱錄音專輯獎，小安憑藉〈唇語〉獲得最佳單曲製作人獎。同年8月23日，蔡依林獲得2014年度Music Radio中國Top排行榜港台地區年度最受歡迎女歌手，歌曲〈第三人稱〉獲得港台地區年度金曲。同年9月15日，蔡依林憑該專輯入圍2015年MTV歐洲音樂大獎最佳台灣藝人。同年11月6日，蔡依林憑該專輯獲得第15屆全球華語歌曲排行榜最受歡迎女歌手獎和五大最受歡迎女歌手獎，歌曲〈電話皇后〉獲得年度二十大金曲。
同年12月2日，蔡依林憑該專輯獲得2015年Mnet亞洲音樂大獎最佳亞洲藝人。同月16日，蔡依林憑該專輯獲得第16屆華語音樂傳媒大獎最佳舞曲藝人。2016年5月13日，歌曲〈I'm Not Yours〉的MV入圍第27屆金曲獎最佳音樂錄影帶獎。至此，專輯《呸》共計入圍金曲獎十項，成為金曲獎史上入圍獎項最多的專輯紀錄之一，和《范特西》、《阿密特》並列。

## 曲目
| 《呸》——正式版 | 《呸》——正式版                                    | 《呸》——正式版 | 《呸》——正式版                                                              | 《呸》——正式版    | 《呸》——正式版    | 《呸》——正式版 |
| 曲序           | 曲目                                              |                | 作曲                                                                        | 编曲              | 製作人            | 时长           |
| -------------- | ------------------------------------------------- | -------------- | --------------------------------------------------------------------------- | ----------------- | ----------------- | -------------- |
| 1.             | 第二性（Gentlewomen）                             | 陳綺貞         | 陳綺貞                                                                      | 陳建騏            | 鍾成虎            | 3:39           |
| 2.             | Play我呸（Play）                                  | 李格弟         | 倪子岡                                                                      | - 陳星翰 - 倪子岡 | 陳星翰            | 3:13           |
| 3.             | 美杜莎（Medusa）                                  | 嚴云農         | - Emile Ghantous - Erik Nelson - Nasri Atweh - Lakesha Hinton               | 小安              | 小安              | 4:04           |
| 4.             | 唇語（Lip Reading）                               | 梁錦興         | 黃晟峰                                                                      | 黃晟峰            | 小安              | 3:39           |
| 5.             | I'm Not Yours                                     | 黃偉文         | - 蔡依林 - Hayley Aitken - Olof Lindskog - Iggy Strange Dahl                | 陳星翰            | 陳星翰            | 3:41           |
| 6.             | 自愛自受（I Love, I Embrace）                     | 施人誠         | 韋禮安                                                                      | Jerry C           | 鍾成虎            | 3:55           |
| 7.             | Miss Trouble                                      | 葛大為         | - 蔡依林 - Hayley Aitken - Olof Lindskog - Iggy Strange Dahl                | - 陳星翰 - 潘信維 | 陳星翰            | 3:13           |
| 8.             | 電話皇后（Phony Queen）                           | 黃偉文         | - Dominik Rothert - Jason Worthy - Jessica Jean Pfeiffer - Alexander Krause | 小安              | 小安              | 2:58           |
| 9.             | 第三人稱（The Third Person and I）                | 王永良         | 林俊傑                                                                      | Kenn C            | 林俊傑            | 4:46           |
| 10.            | 不一樣又怎樣（We're All Different, Yet the Same） | 林夕           | - Christoffer Vikberg - Hayley Aitken - Iggy Strange Dahl - Johan Moraeus   | - 梁思樺 - 陳星翰 | - 陳星翰 - 林邁可 | 3:18           |
| 总时长：       | 总时长：                                          | 总时长：       | 总时长：                                                                    | 总时长：          | 总时长：          | 36:26          |

| 《呸》——國際豪華版（DVD） | 《呸》——國際豪華版（DVD） | 《呸》——國際豪華版（DVD） |
| 曲序                      | 曲目                      | 时长                      |
| ------------------------- | ------------------------- | ------------------------- |
| 1.                        | Play我呸（MV）            | 3:21                      |
| 2.                        | 第三人稱（MV）            | 5:30                      |
| 3.                        | 美杜莎（MV）              | 4:06                      |
| 4.                        | 不一樣又怎樣（MV）        | 4:14                      |
| 5.                        | 第二性（MV）              | 3:56                      |
| 6.                        | 電話皇后（MV）            | 3:27                      |
| 7.                        | 唇語（MV）                | 3:53                      |
| 8.                        | 自愛自受（MV）            | 3:54                      |
| 9.                        | I'm Not Yours（MV）       | 5:12                      |
| 总时长：                  | 总时长：                  | 37:33                     |

## 幕後人員
該人員名單摘自專輯內頁。
- Chris Gehringer（英语：Chris Gehringer）—母帶後期處理混音師
- Sterling Sound—母帶後期處理混音室

曲目 #1
- 周谷淳—製作助理
- 蔡真勝—編曲協力
- 許哲珮—和聲編寫
- 鍾成虎—吉他、錄音師
- 添翼錄音室—錄音室
- 樊乃綱—混音師
- 有禾錄音室—混音室

曲目 #2
- 陳星翰—和聲編寫
- 蔡依林—和聲
- 陳文駿—錄音師
- 強力錄音室—錄音室
- Jaycen Joshua（英语：Jaycen Joshua）—混音師
- Ryan Kaul—混音助理
- Maddox Chimm—混音助理
- Larrabee Sound Studios（英语：Larrabee Sound Studios）—混音室

曲目 #3
- 黃晟峰—製作助理
- 小安—和聲編寫
- 蔡依林—和聲
- 葉育軒—錄音師
- 強力錄音室—錄音室
- Jaycen Joshua—混音師
- Ryan Kaul—混音助理
- Maddox Chimm—混音助理
- Larrabee Sound Studios—混音室

曲目 #4
- 黃晟峰—製作助理、錄音師
- 林於賢—鋼琴
- 小安—節奏編寫、電吉他
- 李琪—弦樂製作統籌、弦樂編寫
- 胡靜成—弦樂編寫
- 李琪弦樂團—演奏
- 張浩—樂團首席
- 葉育軒—錄音師
- 趙會濤—錄音師
- 強力錄音室—錄音室
- 麗風錄音室—錄音室
- 北京樂家軒文化傳播有限公司—錄音室
- Dan Grech-Marguerat（英语：Dan Grech-Marguerat）—混音師
- Miloco, The Engine Room—混音室

曲目 #5
- 蔡依林—和聲
- 安室奈美惠—和聲
- Hayley Aitken（英语：Hayley Aitken）—和聲
- 陳文駿—錄音師
- 強力錄音室—錄音室
- Jaycen Joshua—混音師
- Ryan Kaul—混音助理
- Maddox Chimm—混音助理
- Larrabee Sound Studios—混音室

曲目 #6
- 周谷淳—製作助理、錄音師
- 許哲珮—和聲編寫
- Jerry C—吉他
- 林羿妏—貝斯
- 鍾成虎—錄音師
- 添翼錄音室—錄音室
- 樊乃綱—混音師
- 有禾錄音室—混音室

曲目 #7
- 陳心瑩—歌劇配唱
- 劉郁如—和聲編寫、和聲
- 黃欣偉—和聲編寫
- 蔡依林—和聲
- Hayley Aitken—和聲
- 陳文駿—錄音師
- 強力錄音室—錄音室
- Jaycen Joshua—混音師
- Ryan Kaul—混音助理
- Maddox Chimm—混音助理
- Larrabee Sound Studios—混音室

曲目 #8
- 黃晟峰—製作助理、錄音師
- 小安—和聲編寫、和聲
- 蔡依林—和聲
- 強力錄音室—錄音室
- Jaycen Joshua—混音師
- Ryan Kaul—混音助理
- Maddox Chimm—混音助理
- Larrabee Sound Studios—混音室

曲目 #9
- 林俊傑—配唱製作人
- 周信廷—製作協力、錄音師
- 簡愛—和聲編寫、和聲
- Kenn C—吉他、鍵盤
- 李詠恩—錄音師
- 白金錄音室—錄音室、混音室
- 荒原錄音室—錄音室
- 林正忠—混音師

曲目 #10
- 林邁可—配唱製作人、錄音師
- 蔡依林—和聲
- 陳文駿—錄音師
- VIP Studio—錄音室
- 強力錄音室—錄音室
- Jaycen Joshua—混音師
- Ryan Kaul—混音助理
- Maddox Chimm—混音助理
- Larrabee Sound Studios—混音室

## 發行歷史
| 地區     | 日期           | 版本                           | 格式              | 經銷商     |
| -------- | -------------- | ------------------------------ | ----------------- | ---------- |
| 全球     | 2014年11月15日 | 正式版                         | 數位下載 串流媒體 | 凌時差音樂 |
| 全球     | 2015年2月6日   | 國際豪華版                     | 數位下載 串流媒體 | 凌時差音樂 |
| 臺灣     | 2014年11月15日 | 正式版 玩劇女伶版 絕呸美杜莎版 | CD                | 華納音樂   |
| 臺灣     | 2015年2月6日   | 國際豪華版                     | CD+DVD            | 華納音樂   |
| 中國大陸 | 2015年3月16日  | 正式版                         | CD                | 星外星唱片 |

## 外部連結
- YouTube上的《呸》播放列表